# 忘れない日々
「忘れない日々」（わすれないひび）は、日本の女性歌手MISIAの4枚目のシングル。1999年11月25日発売。発売元はBMG JAPAN（現：ソニー・ミュージックレーベルズ）。

## 概要
5thシングル「sweetness」と同時発売。

## 収録曲
1. 忘れない日々 [5:45]
作詞：MISIA / 作曲：松本俊明 / 編曲：安部潤
  - 日立マクセル（現：マクセル）「TRUE SOUND」CMソング
  - ミュージックバードCMソング
2. One! [5:54]
作詞：MISIA / 作曲：松井寛 / 編曲：松井寛、鷺巣詩郎
3. 愛しい人 (MISIA 1999 LIVE VERSION) [6:08]
作詞・作曲：MISIA / 編曲：百石元

## 収録アルバム
忘れない日々
- オリジナル『LOVE IS THE MESSAGE』（2000年1月1日）
- リミックス『MISIA REMIX 2000 LITTLE TOKYO』（2000年4月19日）
※HEX HECTOR'S CLUB MIX
- ベスト『MISIA GREATEST HITS』（2002年3月3日）
- ベスト『MISIA SINGLE COLLECTION 5th ANNIVERSARY』（2003年12月3日）
- ベスト『MISIA Love & Ballads 〜The Best Ballade Collection〜』（2004年6月16日）
- リミックス『DECIMO X ANIVERSARIO DE MISIA THE TOUR OF MISIA 2008 EIGHTH WORLD + THE BEST DJ REMIXES』（2008年6月25日）
※HEX HECTOR REMIX (Radio Mix)
- ベスト『MISIA SUPER BEST RECORDS -15th Celebration-』

One!
- オリジナル『LOVE IS THE MESSAGE』（2000年1月1日）
- ベスト『MISIA SINGLE COLLECTION 5th ANNIVERSARY』（2003年12月3日）

## Unforgettable Days Club mix
「Unforgettable Days Club mix」（アンフォーゲッタブル デイズ クラブ ミックス）は、日本の女性歌手MISIAのアナログ・シングル。1999年10月21日発売。発売元はBMG JAPAN（現：ソニー・ミュージックレーベルズ）。

### 概要
4thシングル「忘れない日々」のリミックス・シングル。シングルCDに先駆けて発売された。アナログ盤のみの発売。限定生産。
このタイトルでのCDは発売されていないが、後にリミックス・アルバム『MISIA REMIX 2000 LITTLE TOKYO』に収録された。
海外で発売されたアナログ盤には「忘れない日々」のアカペラ（バックトラックを抜いたもの）が収録されている。
5thシングル「sweetness」及びリミックス・アルバム+ライブDVD『DECIMO X ANIVERSARIO DE MISIA THE TOUR OF MISIA 2008 EIGHTH WORLD + THE BEST DJ REMIXES』にはこのリミックスのショート・バージョン（Radio Mix）が収録されている。

### 収録曲
SIDE A
1. HEX HECTOR'S CLUB MIX
作詞：MISIA / 作曲：松本俊明 / リミックス：HEX HECTOR

SIDE B
1. HEX HECTOR'S CLUB MIX INSTRUMENTAL